# Hosakoppa, Shimoga
Hosakoppa là một làng thuộc tehsil Shimoga, huyện Shimoga, bang Karnataka, Ấn Độ.